# Tadeusz Struś
Tadeusz Franciszek Struś, ps. Kaktus (ur. 17 września 1908 w Mariance koło Radomska, zm. 17 sierpnia 1991 w Wyszkowie) – major saperów Wojska Polskiego.

## Życiorys
Tadeusz Struś urodził się w rodzinie ziemiańskiej wywodzącej się z Podola i dzierżawiącej majątek Marianka koło Radomska. Pochodził ze znanego w historii Polski rodu Strusiów pieczętującego się herbem Korczak. Uczęszczał do szkoły podstawowej w Gorzkowicach, a następnie do Gimnazjum Humanistycznego w Radomsku.
W 1926 wstąpił do Szkoły Podchorążych Piechoty w Ostrowi Mazowieckiej na roczny (unitarny) kurs dla kandydatów, którzy zamierzali pozostać w zawodowej służbie wojskowej. W 1927 został przyjęty do Oficerskiej Szkoły Inżynierii w Warszawie. 15 sierpnia 1929, po ukończeniu II roku nauki, został mianowany na stopień podporucznika ze starszeństwem z dniem 15 sierpnia 1929 w korpusie oficerów inżynierii i saperów z równoczesnym wcieleniem do kadry oficerów saperów. Po ukończeniu szkoły otrzymał przydział do 7 batalionu saperów w Poznaniu. W 1935 został „odkomenderowany” na Wydział Mechaniczny Politechniki Warszawskiej. Do wybuchu wojny ukończył 4 lata pięcioletnich studiów. W czasie studiów był przydzielony do Komendy Miasta Warszawa. Na stopień kapitana został mianowany ze starszeństwem z dniem 19 marca 1939 i 34. lokatą w korpusie oficerów saperów, grupa liniowa.
W kampanii wrześniowej 1939 dowodził 46 batalionem saperów. Został zgarnięty przez oddziały sowieckie do niewoli w okolicach Gródka Jagiellońskiego, z której udało mu się uciec. Ukrywał się w okolicach Rakowa, gdzie w latach 1940–1942 prowadził tajne nauczanie. W 1942 zaprzysiężony w AK. W 1943 objął stanowisko szefa referatu saperów i kierownika dywersji w Inspektoracie Sandomierz AK.
W czasie Akcji „Burza” i „Zemsta”, objął funkcję szefa saperów 2 Dywizji Piechoty Legionów AK, którą pełnił w okresie 26 lipca – 12 października 1944. Z dniem 12 października objął dowództwo zgrupowania batalionowego złożonego z żołnierzy byłego II i III batalionu 2 pułku piechoty Legionów AK (4, 7, 9 kompania) pochodzących z terenów Obwodów Opatów i Sandomierz zajętych przez Armię Czerwoną. Pierwotnie zgrupowanie miało wrócić na teren swoich macierzystych obwodów. Wobec braku możliwości przejścia frontu, Zgrupowanie „Kaktusa" kluczyło pomiędzy jednostkami niemieckimi, w lasach siekierzyńskich, aż do czasu demobilizacji 5 grudnia 1944. W styczniu 1945 objął stanowisko Inspektora AK Częstochowa.
Po wkroczeniu Armii Czerwonej organizował organizację NIE na terenie Częstochowy. Aresztowany w marcu 1945 przez NKWD. Zdołał zbiec z więzienia w czerwcu 1945. Pomiędzy wrześniem 1945 a 1974 pracował w szkołach średnich na Dolnym Śląsku jako nauczyciel przedmiotów zawodowych oraz w różnych zakładach przemysłowych m.in. w Kluczborku i Wyszkowie. Po jego śmierci, jego imieniem nazwano jedną z ulic miasta Wyszkowa.

## Awanse
- podporucznik – 15 sierpnia 1929 ze starszeństwem z dniem 15 sierpnia 1929 i 13. lokatą w korpusie oficerów inżynierii i saperów
- porucznik – 1 kwietnia 1933
- kapitan – 1939
- major – prawdopodobnie od stycznia 1945[4].